# تپه بیرینجک
تپه بیرینجک مربوط به سده‌های اولیه و میانه دوران‌های تاریخی پس از اسلام است و در شهرستان خدابنده، بخش سجاسرود، روستای خان تیمور واقع شده و این اثر در تاریخ ۱۷ اسفند ۱۳۸۱ با شمارهٔ ثبت ۷۵۱۹ به‌عنوان یکی از آثار ملی ایران به ثبت رسیده است.